# 10378 Ingmarbergman
10378 Ingmarbergman è un asteroide della fascia principale. Scoperto nel 1996, presenta un'orbita caratterizzata da un semiasse maggiore pari a 2,9148815 UA e da un'eccentricità di 0,0220494, inclinata di 1,16862° rispetto all'eclittica. È dedicato a Ingmar Bergman, regista cinematografico svedese del XX secolo. 